# Меня зовут Арам
«Меня зовут Арам» — сборник рассказов Уильяма Сарояна, впервые опубликованный в 1940 году. В рассказах подробно описываются подвиги Арама Гарогланяна, мальчика армянского происхождения, выросшего во Фресно, штат Калифорния, и различных членов его большой семьи. Эту книгу назначают читать в некоторых школах     .

## Содержание книги
1. «Лето прекрасной белой лошади»
2. «Путешествие в Хэнфорд»
3. «Гранатовые деревья»
4. «Можно сказать, один из наших будущих поэтов»
5. «Рывок на пятьдесят ярдов»
6. «Хороший старомодный роман с любовными текстами и всем остальным»
7. «Мой кузен Дикран, оратор»
8. «Певцы пресвитерианского хора»
9. «Цирк»
10. «Три пловца и бакалейщик из Йеля»
11. «Локомотив 38, Оджибвэй»
12. «Старый деревенский совет американскому путешественнику»
13. «Бедный и горящий араб»
14. «Слово к насмешникам»

## Краткое описание сюжета
Книга похожа на роман тем, что во всех рассказах героем является Арам, они написаны в одном стиле и расположены примерно в хронологическом порядке. Первая история происходит, когда Араму 9 лет, последняя, когда он молодой человек, впервые покидающий родной город. В каждой истории Арам взаимодействует с разными членами своей большой семьи или с другими людьми во Фресно.
В первом рассказе «Лето прекрасной белой лошади» Арам и его сумасшедший кузен Мурад «одалживают» лошадь своего соседа. Во втором Арам сопровождает своего ленивого, но музыкального дядюшку Йорги, играющего на цитре, в «Путешествии в Хэнфорд», где Йорги должен найти работу поденщиком. В этой истории также фигурирует дед Арама, предположительно глава семьи, но на самом деле ему легко противостоит ссорящаяся жена старика. В третьей сказке «Гранатовые деревья» Арам помогает своему дяде Мелику в поэтическом, но злополучном плане вырастить гранатовый сад в пустыне. «Можно сказать, один из наших будущих поэтов» — это история о медицинском осмотре Арама в начальной школе. В «Побеге на пятьдесят ярдов» Арам смотрит на рекламу бодибилдинга Лайонела Стронгфорта, а дядя Гико увлекается восточными религиями.
«Хороший старомодный роман с любовными текстами и всем остальным» рассказывает о том, как двоюродный брат Арама Арак доставляет ему неприятности в школе. «Мой двоюродный брат Дикран, оратор» — чудо для всех армянских фермеров Фресно, но дедушка Арама дает более глубокую мудрость. В «Певцах пресвитерианского хора» Арама и его друга Пандро нанимает пожилая прихожанка для пения в хоре ее пресвитерианской церкви. Она также пытается обратить их от зла проклятия. В «Цирке» цирк приезжает в город, и Арам вместе с его другом помогают установить цирковой шатер.
В «Трех пловцах и бакалейщике из Йеля» (также известном как «Три пловца и образованный бакалейщик») Арам, кузен Мурад и их португальский друг Джо Беттенкорт купаются в канаве Томпсона в холодную погоду, поражая (очевидно, выпускника Йеля) владельца продуктового магазина, к которому они заходят позже, который задаёт им различные вопросы и извергает множество красочных метафорических восклицаний удивления. В «Локомотиве 38, Оджибвэй» Арам подружился с местным джентльменом Коренной Американец с таким именем, помогает ему купить машину и становится его шофером на лето. В «Старом деревенском совете американскому путешественнику» дядя Мелик отправляется в путешествие по железной дороге и полностью игнорирует все советы, данные ему дядей Гарро, таким образом хорошо проводя время. В «Бедном и горящем арабе» «сумасшедший» дядя Хосров дружит с арабом, тоскующим по своей семье и старой стране, и приводит его домой на ужин. Арам задаёт слишком много вопросов. В «Слове для насмешников» Арам встречает странствующего проповедника, который даёт ему мудрый совет, когда он впервые покидает Долину Сан-Хоакин.